# Братья Грим (группа)
«Бра́тья Грим» — российская поп-рок-группа. Создана близнецами Борисом и Константином Бурдаевыми.

## История

### До всеобщей известности
История коллектива началась в 1998 году, когда братья-близнецы Борис и Константин Бурдаевы создали в Самаре группу «Братья Грим» (в названии группы одна буква «м» в отличие от писателей Братьев Гримм). В первый состав группы входили Борис Бурдаев (вокал, гитара), Константин Бурдаев (бас-гитара, бэк-вокал), Максим Малицкий (гитара) и Антон Шаронин (барабаны). В 1999 году в группе также играла Катя Плетнёва (гитара, бэк-вокал) — первая жена Бориса Бурдаева, а также, впоследствии, участница третьего состава группы. Долгое время группа находилась в Самаре и выступала в местных клубах и концертных площадках. Первый концерт состоялся в Самарском медико-техническом лицее.

### «Золотой» период
В 2004 году группа познакомилась с продюсером Леонидом Бурлаковым и подписала с ним контракт о сотрудничестве. В том же году группа переехала в Москву и сформировала новый состав. На смену Антону Шаронину в группу пришёл барабанщик Денис Попов. Также к составу группы присоединился клавишник Андрей Тимонин.
В 2005 году «Братья Грим» выступили на фестивале Максидром, после которого о группе заговорили в СМИ. В 2005 году группа записала дебютный альбом «Братья Грим». Песня «Ресницы» появилась в эфире радиостанций в июне 2005 года и заняла высокие позиции во многих хит-парадах. Другим известным хитом стала песня «Кустурица».
Осенью 2005 года группа снялась в рекламе конфет на палочке «Chupa Chups Йогуртовый».
В конце 2005 года «Братья Грим» учредили грант «Е-волюция» для молодых музыкантов. С начала октября любой желающий мог разместить на сайте группы свою песню, а посетители голосовали за понравившиеся. Всего за восемь месяцев в конкурсе приняли участие 616 команд. В середине апреля были подведены итоги, и команде-победителю «Братья Грим» вручили грант в размере 5000 долларов.
Согласно данным портала TopHit, по итогам 2005 года группа «Братья Грим» возглавила список самых ротируемых исполнителей российского радиовещания, с общим количеством ротаций около 600 тысяч эфиров.
В 2006 году группа записала свой второй альбом «Иллюзия» в городе Окленд (Новая Зеландия) с синглами «Дыхание», «Пчела» и «Амстердам». Альбом был по достоинству оценён музыкальными критиками. В этом же году группа снялась в сериале «Не родись красивой», где артисты сыграли самих себя.
В 2007 году «Братья Грим» расстались с продюсером и стали независимой группой. Осенью они выпустили третий альбом «Марсиане». В ротацию радиостанций попали синглы «Лети», «Морской несезон», «Утром». Пластинка записывалась в Киеве с саунд-продюсером Виталием Телезиным.
Летом и осенью 2008 года в группе произошли изменения в составе: группу покинули гитарист Максим Малицкий и клавишник Андрей Тимонин. Новым гитаристом группы стал Дмитрий Крючков.

### Раскол между Борисом и Константином
Ещё с периода выхода альбома «Марсиане» между Борисом и Константином начали накапливаться разногласия. Борис, как солист и основной автор песен, испытывал творческое истощение и настаивал на перерыве в деятельности группы и последующем возвращении с обновлённым имиджем и звучанием. Константин же был против такого шага, поскольку его беспокоили финансовые последствия, которые мог принести такой перерыв в активной концертной деятельности.
6 марта 2009 года группа «Братья Грим» объявила о своем распаде. Следует отметить, что сообщение о распаде было опубликовано исключительно по инициативе Константина, но от лица группы с помощью её официального сайта. Данную новость сам Борис узнал только из Интернета. По словам Бориса, Константин за сутки до этого сообщения сменил пароли от сайта и других официальных ресурсов группы, фактически лишив Бориса доступа к управлению ими.

### «Братья Грим» Константина Грима
После заявления о распаде группы Константин продолжил работать сольно и уже через два дня, 8 марта, сыграл свой первый сольный акустический концерт на сцене одного из московских клубов.
С августа 2009 года по март 2010 года Константин Бурдаев с новым составом музыкантов выступал под названием «Грим» и выпустил синглы «Лаос» и «Самолёты».
В марте 2010 года Константин Бурдаев объявил о возрождении группы «Братья Грим». Борис Бурдаев не вернулся в группу, и речь шла о новом составе группы под старым названием. Константин занял роль солиста вместо брата. Последующие альбомы Константина, выпущенные под брендом «Братья Грим», содержали в себе несколько ранее не издававшихся песен авторства Бориса в исполнении Константина («Вернись», «Молодая поэтесса», «Ч/б весна», «Снежная»). Это вызвало сильнейшую критику со стороны Бориса, поскольку не было с ним никак согласовано.

### «Борис Грим и Братья Грим»
Осенью 2014 года вокалист и основатель группы Борис Бурдаев объявил о намерении снова использовать название «Братья Грим» и создал проект «Борис Грим и Братья Грим», в чей репертуар входят как «классические» песни группы, так и новые композиции.
Возобновление публичной деятельности Бориса и использование им названия «Братья Грим» вызвали незамедлительную негативную реакцию Константина, которая включала саботаж концертов команды Бориса через давление на организаторов. В дальнейшем Борис опубликовал на личном YouTube-канале обращение, в котором прямо обвинил Константина в краже названия группы, а также авторских прав на исполнение песен группы. В 2020 году Борис объявил в соцсетях о прекращении деятельности коллектива «Борис Грим и Братья Грим» до урегулирования юридических вопросов, связанных с правами на название коллектива и песни.

## Состав
Текущие участники

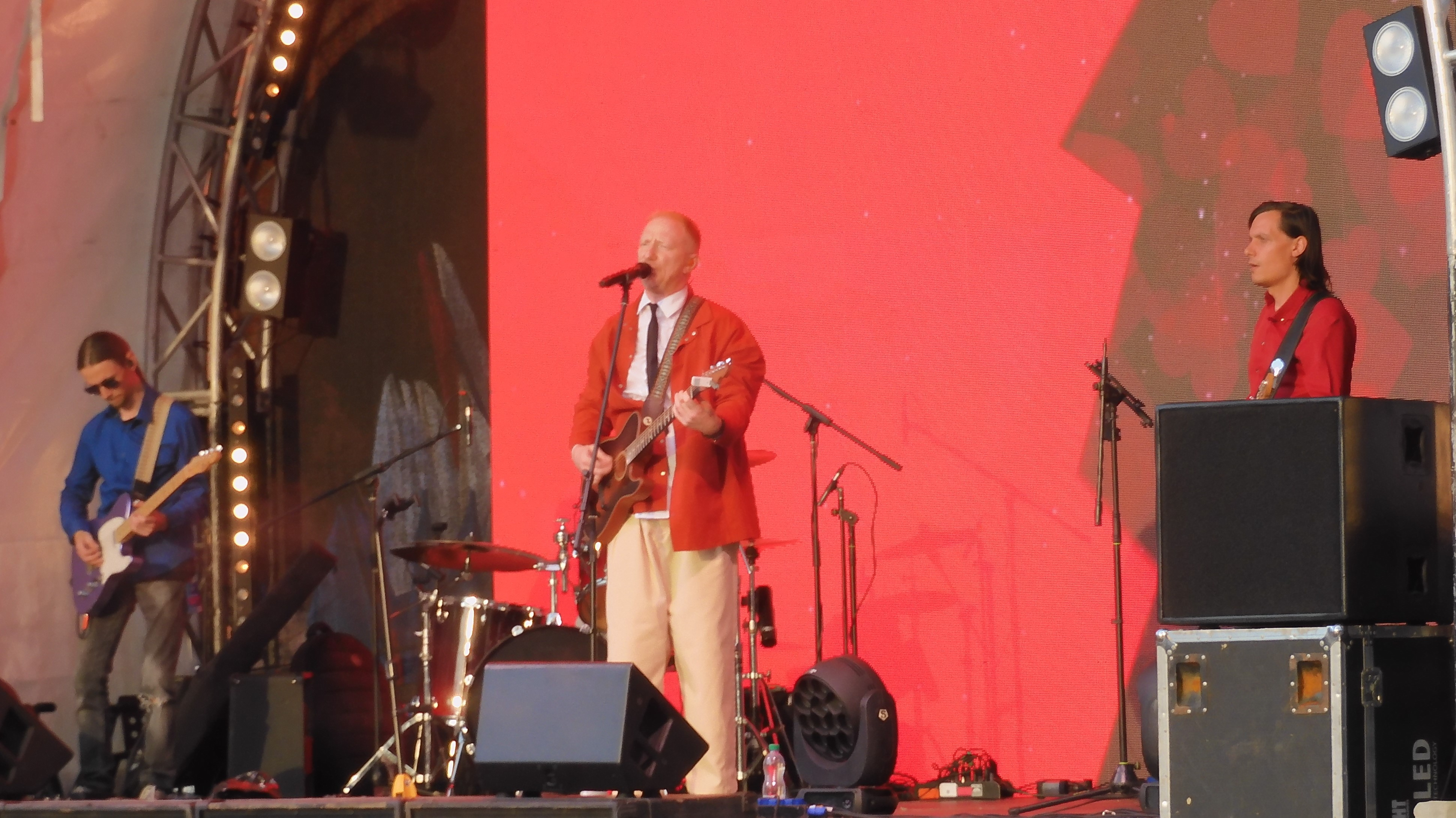
9 августа 2025 года. Йошкар-Ола, день города

- Константин «Грим» Бурдаев — вокал, гитара, акустическая гитара, аранжировки, семплы, бас-гитара (с 1998)
- Дмитрий Кондрев — бас-гитара (с 2013)
- Михаил Мазурок — барабаны (2015—2017, с 2022)
- Максим Слухай — гитара (с 2022)

Бывшие участники
- Борис «Грим» Бурдаев (1998—2009) — вокал, гитара, автор всех хитов: «Ресницы», «Кустурица», «Дыхание», и т. д.
- Антон Шаронин (1998—2004) — барабаны
- Катя Плетнёва (1999—2001, 2009—2012) — клавишные, бэк-вокал, акустическая гитара
- Максим Малицкий (2003—2008) — гитара
- Денис Попов (2004—2011) — барабаны
- Андрей Тимонин (2004—2008) — клавишные
- Дмитрий Крючков (2008—2012) — гитара
- Александр Ольхин (2009—2010) — бас-гитара
- Константин Родионов (2010—2012) — бас-гитара
- Антон Лукьянчук (2011—2012, 2017—2021) — барабаны
- Иван Васюков (2012) — барабаны
- Валерий Загорский (2013—2022) — гитара
- Стас Цалер (2013—2015) — барабаны
- Олли Кеев (2021—2022) — вокал, гитара

## Дискография

### Студийные альбомы
- Братья Грим (2005)
- Иллюзия (2006)
- Марсиане (2007)
- Крылья Титана (2010)
- Самая любимая музыка (2015)
- Zомби (2015)
- Лететь высоко (2023)

### Мини-альбомы и синглы
- Хай, Пипл! (EP) (2005)
- Весенние сказки Братьев Грим (2006)
- Хай, Пипл! 2007 (2006)
- Вавилон (EP) (2007)
- Лелею (2017)
- Робинзон (2019)
- Необитаемый остров (2019)

### Видеоальбом
- Live, People! (2006)

## Видео
- Ресницы (2005)
- Кустурица (2005)
- Пчела (2006)
- Дыхание (2006)
- Амстердам (2007)
- Лаос (2009)
- Аллилуйя (2011)
- Вернись (2011)
- Ира, Ира (feat. Чи-Ли) (2012)
- Love Лови (2013)
- Станцыя (feat. У нескладовае) (2013)
- Самая любимая музыка (2014)
- Простая история (2016)
- Лелею (2017)
- Робинзон (2019)
- Лететь высоко (2022)
- Солнце моё (2023)

## Награды
- 2005 — Премия «Золотой граммофон» («Ресницы»)
- 2005 — «Песня года» («Ресницы»)
- 2006 — Рок-премия журнала «Fuzz», номинация «Лучшая песня» («Ресницы»)
- 2006 — Премия российской музыкальной индустрии «Рекордъ», номинация «Отечественный рингтон года» («Ресницы»)
- 2007 — Премия Попова, номинация «Радиофаворит» («Кустурица», «Ресницы»)
- 2007 — Радио «MAXIMUM», Итоговый «Хит-Парад Двух Столиц» за 2007 год, номинация «Лучшая группа»
- 2013 — Белорусская национальная музыкальная премия «Ліра», номинация «Лучший клип года» («Станцыя» (feat. «У нескладовае»))